# Estádio Domingo Burgueño
Estádio Domingo Burgueño é um estádio inaugurado em 1944, localiza-se na cidade de Maldonado, no departamento de mesmo nome. Com capacidade para 25 mil pessoas, pertence ao departamento de Maldonado.
Foi remodelado em 1994 para ser uma das sedes da Copa América de 1995, o estádio é utilizado pelo Club Deportivo Maldonado da Primeira Divisão do Campeonato Uruguaio de Futebol e também para partidas de rugby.
No dia 28 de outubro de 2023 o estádio recebeu a decisão da Copa Sul-americana 2023, decidida entre Fortaleza x LDU de Quito, após empate no tempo normal e prorrogação por 1 a 1, o Clube equatoriano venceu por 4x3 nós pênaltis e a LDU de Quito sagrou-se Bicampeão da Copa Sul-Americana edições de (2009 e 2023).